# 1878 w muzyce
Wydarzenia muzyczne w 1878 roku.

## Wydarzenia
- 18 stycznia – w Hamburgu odbyła się premiera pieśni „Alte Liebe” op.72/1 Johannesa Brahmsa[1][2]
- 19 stycznia – w Paryżu odbyła się premiera pieśni „Au bord de l'eau” op.8/1 Gabriela Fauré[1][2]
- 22 stycznia – w Bremie odbyła się premiera pieśni „Mädchenfluch” op.69/9 Johannesa Brahmsa[1][2]
- 27 stycznia – w praskim Prozatímní divadlo miała miejsce premiera opery Chłop – szelma op.37 Antonína Dvořáka[1][2][3]
- 19 lutego
  - Thomas Alva Edison opatentował fonograf[1][2][4]
  - w wiedeńskiej Sophiensaal miała miejsce premiera polki „Ballsträusschen” op.380 Johanna Straussa (syna)[1][2]
- 22 lutego – w Moskwie odbyła się premiera IV symfonii op.36 Piotra Czajkowskiego[1][2][5]
- 13 marca – w paryskiej Salle Choiseul miała miejsce premiera opery Maître Péronilla Jacques’a Offenbacha[1][2][6]
- 15 marca – w praskim Prozatímní divadlo miała miejsce premiera ostatecznej wersji opery The Two Widows Bedřicha Smetany[1][2]
- 18 marca – w Hamburgu odbyła się premiera pieśni „Willst du, daß ich gehen?” op.71/4 Johannesa Brahmsa[1][2]
- 24 marca – w Pradze odbyła się premiera Koncertu fortepianowego g-moll op. 33 Antonína Dvořáka[1][2][7]
- 8 kwietnia – w Wiedniu odbyła się premiera trzech pieśni Johannesa Brahmsa: „Tambourliedchen” op.69/5, „Es liebt sich so lieblich im Lenze!” op.71/1 oraz „An den Mond” op.71/2[1][2]
- 11 kwietnia – w Wiedniu odbyła się premiera pieśni „Mein wundes Herz verlangt” op.59/7 Johannesa Brahmsa[1][2]
- 16 maja – w Pradze odbyła się premiera trzech Tańców słowiańskich op.46 Antonína Dvořáka („Furiant. Presto - C major”, „Polka”, „Sousedská”)[1][2][8]
- 22 maja – w Kościele św. Sulpicjusza w Paryżu miała miejsce premiera Requiem op.54 Camille’a Saint-Saënsa[1][2]

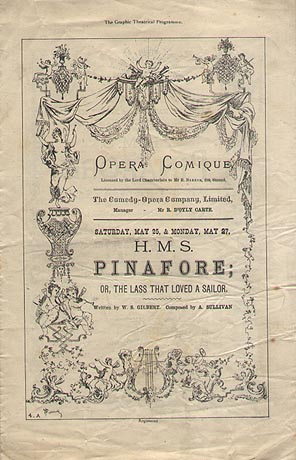
Oryginalny program prapremiery operetki H.M.S. Pinafore Arthura Sullivana

- 25 maja – w londyńskim Opera Comique Theatre miała miejsce prapremiera operetki H.M.S. Pinafore Arthura Sullivana[1][2]
- 29 maja – w lipskim Gewandhaus miała miejsce premiera „Kwartetu smyczkowego nr 1” op.1 George’a Whitefielda Chadwicka[1][2][9]
- 4 czerwca – w Nowej Katedrze w Linzu miała miejsce premiera „Tota pulchra es” WAB 46 Antona Brucknera[1][2][10]
- 20 czerwca – w Brnie odbyła się premiera „The Sweetheart's Resolve” B.72/2 Antonína Dvořáka[1][2]
- 25 lipca – w paryskim Trocadéro miała miejsce premiera „La mort d’Orphée” Léo Delibesa[1][2]
- 15 sierpnia – w Zamku Sychrov miała miejsce premiera „Hymn to the Most Holy Trinity” Antonína Dvořáka[1][2]
- 18 września – w Teatrze Narodowym w Pradze miała miejsce premiera opery Tajemnica JB 1:110 Bedřicha Smetany[1][2][11]
- 20 września – w Paryżu odbyła się premiera „Valse-Scherzo” op.34 Piotra Czajkowskiego[1][2][12]
- 7 października – w paryskiej Opéra Garnier miała miejsce premiera opery Polyeucte Charles’a Gounoda[1][2][13]
- 22 października – we Wrocławiu odbyła się premiera pieśni „O Kühler Wald” op.72/3 Johannesa Brahmsa[1][2]
- 26 października – w Brnie odbyła się premiera pieśni „The Betrayed Shepherd” Antonína Dvořáka[1][2]
- 29 października – w Konserwatorium Muzycznym w Kolonii miała miejsce premiera „String Quartet no.1” op.27 Edvarda Griega[1][2]
- 9 listopada – w Wiener Musikverein miała miejsce premiera „Frühlingslied” D.914 Franza Schuberta[1][2]
- 17 listopada – w Pradze odbyła się premiera pierwszych dwóch z trzech pieśni „Słowiańskich Rapsodii” op.45/1-2 Antonína Dvořáka[1][2][14]
- 25 listopada – w Rzymie odbyła się premiera „La corona d’Italia” Gioacchino Rossiniego[1][2]
- 2 grudnia – w Hamburgu odbyła się premiera „Unüberwindlich” op.72/5 Johannesa Brahmsa[1][2]
- 4 grudnia – w Dreźnie odbyła się premiera tańca „Dumka” op.46/2 z serii Tańców słowiańskich Antonína Dvořáka[1][2][8]
- 8 grudnia – w Wiedniu odbyła się premiera motetu „Warum ist das Licht gegeben den Mühseligen” op.74/1 Johannesa Brahmsa[1][2][15]
- 15 grudnia
  - w Bazylei odbyła się premiera pieśni „Der Schmied” op.19/4 Johannesa Brahmsa[1][2]
  - w Brnie odbyła się premiera „Idyll” JW 6/3 Leoša Janáčka[1][2][16]
- 18 grudnia
  - w Theater an der Wien miała miejsce premiera operetki Blindekuh Johanna Straussa (syna)[1][2][17]
  - w Dreźnie odbyła się premiera czterech Tańców słowiańskich op.46/5-8 Antonína Dvořáka („Skocná. Allegro vivace”, „Sousedská”, „Skocná. Allegro assai” i „ Furiant. Presto - G minor”)[1][2][8]
- 19 grudnia – w sanktpetersburskim Artists' Club miała miejsce publiczna premiera operetki The Mandarin's Son Cezara Cui[1][2][18]
- 28 grudnia – w paryskim Théâtre des Folies-Dramatiques miała miejsce premiera opery Madame Favart Jacques’a Offenbacha[1][2][19]

## Urodzili się
- 23 stycznia – Rutland Boughton, angielski kompozytor (zm. 1960)
- 28 stycznia – Walter Kollo, niemiecki kompozytor, autor tekstów, wydawca (zm. 1940)
- 6 lutego – Wacław Gieburowski, polski duchowny katolicki, wykładowca akademicki, dyrygent chóralny, kompozytor i muzykolog (zm. 1943)
- 7 lutego – Osip Gabriłowicz, amerykański pianista i dyrygent pochodzenia rosyjskiego (zm. 1936)
- 16 lutego – Selim Palmgren, fiński kompozytor, pianista i dyrygent (zm. 1951)
- 26 lutego – Ema Destinnová, czeska śpiewaczka operowa (sopran liryczno-dramatyczny) (zm. 1930)
- 28 lutego
  - Zdzisław Birnbaum, polski skrzypek, kompozytor i dyrygent pochodzenia żydowskiego (zm. 1921)
  - Artur Kapp, estoński kompozytor (zm. 1952)
- 1 marca – Gabriel Dupont, francuski kompozytor (zm. 1914)
- 9 marca – Franciszek Masłowski, polski organista, dyrygent chórów (zm. 1958)
- 21 marca – Pasquale Amato, włoski śpiewak operowy (baryton) (zm. 1942)
- 23 marca – Franz Schreker, austriacki kompozytor muzyki klasycznej, dyrygent, pedagog (zm. 1934)
- 5 kwietnia – Carl Ehrenberg, niemiecki kompozytor (zm. 1962)
- 2 maja – Wacław Romuald Kochański, polski skrzypek i pedagog muzyczny (zm. 1939)
- 2 czerwca – Wallace Hartley, angielski wiolonczelista, dyrektor orkiestry na pokładzie RMS Titanic (zm. 1912)
- 5 lipca – Joseph Holbrooke, angielski kompozytor, dyrygent i pianista (zm. 1958)
- 13 sierpnia
  - Leonid Nikołajew, rosyjski pianista, kompozytor i pedagog (zm. 1942)
  - Elisabetta Oddone, włoska kompozytorka, organistka i śpiewaczka (mezzosopran) (zm. 1972)
- 22 sierpnia – Eduard Johnson, kanadyjski śpiewak operowy i dyrektor Metropolitan Opera w Nowym Jorku (zm. 1959)
- 1 września – Tullio Serafin, włoski dyrygent i pedagog (zm. 1968)
- 15 września – Wacław Brzeziński, polski śpiewak operowy (baryton) (zm. 1955)
- 16 września – Herwarth Walden, niemiecki pisarz, wydawca, galerysta, muzyk i kompozytor (zm. 1941)
- 18 września – Józef Jarzębski, polski skrzypek i uznany pedagog muzyczny (zm. 1955)
- 4 listopada – Giuseppe Adami, włoski librecista (zm. 1946)
- 23 listopada
  - André Caplet, francuski kompozytor i dyrygent (zm. 1925)
  - Oskar Zawisza, polski ksiądz katolicki, kompozytor, działacz oświatowy i kulturalny (zm. 1933)
- 19 grudnia – Anton Lajovic, słoweński kompozytor (zm. 1960)

## Zmarli
- 15 stycznia – Carlo Blasis, włoski tancerz, choreograf i pedagog (ur. 1797)
- 3 marca – Maciej Dembiński, polski organista, dyrygent, kompozytor i pedagog (ur. 1804)
- 21 kwietnia – Temistocle Solera, włoski kompozytor i librecista (ur. 1815)
- 7 maja – Josephine Fröhlich, austriacka śpiewaczka operowa (alt) (ur. 1803)
- 2 lipca – François Bazin, francuski kompozytor operowy (ur. 1816)
- 23 sierpnia – Adolf Fredrik Lindblad, szwedzki kompozytor (ur. 1801)
- 16 października – Ludwika Rivoli, śpiewaczka operowa i aktorka (ur. 1814)[20]
- 25 października – Ludwig Maurer, niemiecki kompozytor, skrzypek i dyrygent (ur. 1789)
- 28 grudnia – José Bernardo Alcedo, peruwiański kompozytor (ur. 1788)